# Алтайский золотой человек
Алтайский золотой человек — погребение, датируемое 4-3 веками до н. э., найденное сотрудником Института археологии и этнографии Сибирского отделения РАН Петром Ивановичем Шульгой на территории Локтевского района Алтайского края (Россия).
Захоронение «золотого человека» IV—III в. до н.э. обнаружено в 1995 г. на могильнике Локоть-4а (курган № 9), располагавшемся на правобережье р. Алей в остепнённой южной части Алтайского края (Локтевский район) примерно в 25 км от границы с Казахстаном. Большинство курганных насыпей (диаметр от 7 до 19 м) из рваного камня были полностью или частично разрушены грабителями 200–250 лет тому назад, а также строительными работами в XX в. Тем не менее, там было получено большое количество находок, в том числе «позолоченное» импортное индийское зеркало-погремушка с изображениями мифических женщин, ланей и лотосов, а также оружие, детали воинских поясов и большое количество изделий из золота.   
По всем данным, на могильнике погребали представителей знатного рода, имевшего тесные связи со скифоидными племенами кочевых саков казахстанских степей, каменской и пазырыкской археологических культур Приобья и Горного Алтая. Вероятно, некоторые из умерших мужчин и женщин данного рода выполняли жреческие функции. В трёх могилах головные уборы, куртки, штаны и сапоги умерших мужчин украшались различными изделиями, вырезанными из толстой золотой фольги, но только одна из боковых могил в кургане № 9 не была замечена грабителями. В ней сохранился костяк молодого человека 23–27 лет, головной убор которого украшали 119 золотых трубочек, пластин и объёмных изображений в зверином стиле. В левом ухе находилась замечательная серьга с золотой зернью. Куртка, лампасы штанов и сапоги украшались в определённом порядке 1609 золотыми квадратиками и прямоугольниками. На поясе с двумя крытыми золотом бляхами подвешивался колчан с одной символической стрелой, обёрнутой золотой фольгой. Другого оружия, в отличие от подобных захоронений, в могиле не было. Подобный, но более богато украшенный цельнолитыми золотыми изделиями костюм был найден в сакском «царском» кургане Иссык IV в. до н. э. близ города Алматы. Интересно, что этот всемирно известный иссыкский «золотой человек», живший в примерно в 1000 км южней, также был молодым европеоидом (16-18 лет) невысокого роста (около 165 см), не отличался мощным сложением, и был также погребён в боковой могиле. Раскопки в Локте-4а ещё раз подтвердили наличие тесных связей между степными кочевниками от оазисов Средней Азии до Алтая и Приобья в скифское время. Проведённые через 15 лет новые исследования погребений III в. до н. э. высшей элиты «локтевцев» у с. Бугры, находящегося в 15 км от могильника Локоть-4а, выявили престижные лаковые и серебряные изделия из Китая, что расширяет географию их связей далеко на восток. Все захоронения в кургане Бугры также разграблены, но исследователи полагают, что в могильниках также находились «золотые люди».